# Любич (Опольське воєводство)
Любич (пол. Lubicz, нім. Neu Leubusch) — село в Польщі, у гміні Любша Бжезького повіту Опольського воєводства.
Населення — 115 осіб (2011).

## Демографія
Демографічна структура станом на 31 березня 2011 року:
|          | Загалом | Допрацездатний вік | Працездатний вік | Постпрацездатний вік |
| -------- | ------- | ------------------ | ---------------- | -------------------- |
| Чоловіки | 55      | 9                  | 36               | 10                   |
| Жінки    | 60      | 6                  | 38               | 16                   |
| Разом    | 115     | 15                 | 74               | 26                   |